# 11364 Карлштейн
11364 Карлштейн (11364 Karlštejn) — астероїд головного поясу, відкритий 23 березня 1998 року.
Тіссеранів параметр щодо Юпітера — 3,395.